# Podkówka
Podkówka (lub Siginek, Zydynek, Styginek, Kopytko) – jezioro o powierzchni 6 ha i głębokości maksymalnej 6 metrów, położone w Olsztynie na terenie osiedla Redykajny.